# Wilcox, Pennsylvania
Wilcox är en ort i Elk County i delstaten Pennsylvania, USA.